# 瑞穂村 (愛知県愛知郡)
瑞穂村（みずほむら）は、愛知県愛知郡にあった村。現在の名古屋市瑞穂区の一部にあたる。

## 地理
新堀川の下流左岸、御器所台地南部から八事丘陵西部にかけて位置していた。

## 歴史
- 1876年（明治9年）愛知郡高田村、大喜村、北井戸田村、本井戸田村、本願寺村、本願寺外新田、高田新田村、名古屋新田（一部）が合併して瑞穂村が成立した[2]。
- 1884年（明治17年）愛知郡第23組に属し、当村に戸長役場を設置[2]。
- 1889年（明治22年）10月1日、町村制の施行により、愛知郡瑞穂村が単独で村制施行し、瑞穂村が発足[1][2]。大字は編成せず[2]。
- 1906年（明治39年）5月10日、愛知郡呼続町に編入され廃止[1][2]。合併後、呼続町瑞穂となる[2]。

### 地名の由来
次の諸説あり。
1. 稔り豊かな田園の村という意味で命名。
2. 明治天皇が東京遷都の途中、東海道八丁畷で農民の稲の収穫視察し、岩倉具視が稲穂を献上したことにちなむ。

## 産業
- 農業[2]

## 教育
- 1906年（明治39年）井出学校が瑞穂学校（現名古屋市立瑞穂小学校）に改称[2]。